# ネグラ湖
ネグラ湖（ネグラこ、ポルトガル語: Lagoa Negra）は、ポルトガル領アゾレス諸島を構成する島のひとつ、フローレス島中央部やや西寄りの山中にある湖である。

## 基本データ

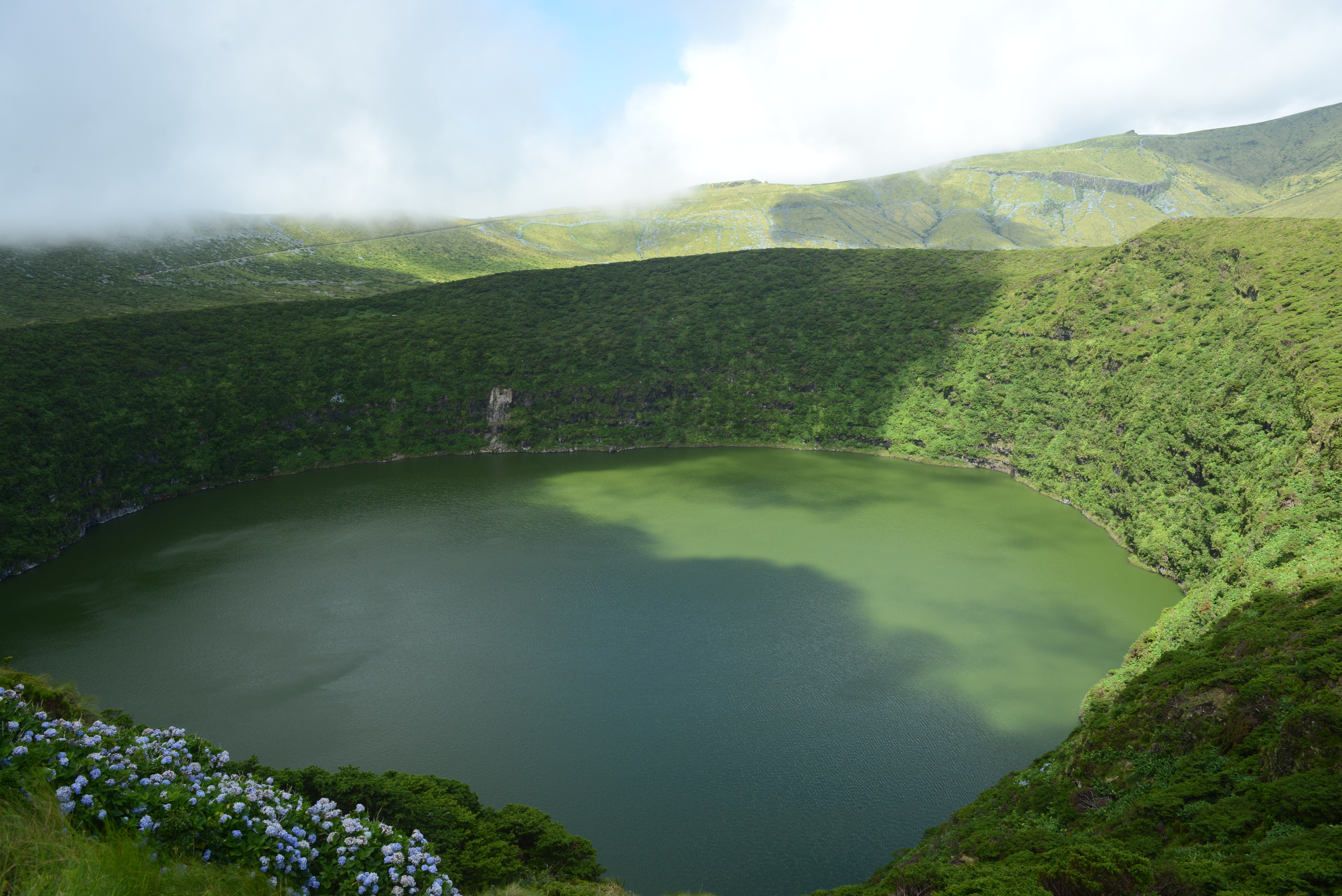
ネグラ湖とアジザイの花

ネグラ湖の湖面の面積は0.13平方キロメートル、湖岸線の長さは451メートル、最大水深は122メートル、貯水量は0.0148222立方キロメートルである。
フローレス島の中央高原の一部として2008年にラムサール条約登録地となった。

## 成因
ネグラ湖のある場所の標高は約550メートルで、すぐ近くのほぼ同じ標高の場所にはコンプリダ湖という別な湖がある。どちらの湖も成因は火山噴火で、マールに水が溜まってできたもの。